# Charca
Charca là một chi bướm đêm thuộc họ Geometridae.